# رنگینک دمگاه‌آبی
رنگینک دمگاه‌آبی (نام علمی: Lepidothrix isidorei) نام یک گونه از سرده پولک‌موها است.